# Карл Вернер
Карл Адольф Вернер (7 березня 1846 — 5 листопада 1896) — данський мовознавець. Відомий завдяки фонетичному закону Вернера, який він опублікував у 1876 році. 

## Біографія
Інтерес Вернера до мов був стимульований читанням про роботи Расмуса Раска  Вернер почав навчання в університеті в 1864 році зі східних, германських і слов'янських мов, потім служив в армії, після чого продовжив навчання. У грудні 1871 року він поїхав до Росії, де витратив майже рік на вивчення мови. Його першою науковою працею була Nogle Raskiana (1874). Він почав вивчати наголос данської та слов’янських мов і був спантеличений тим, що готські слова fadar і broþar мають різні приголосні після кореневої голосної. У той час він якраз займався вивченням наголосу, тому шукав пояснення в тому напрямку, який призвів до формування закону Вернера. Закінчивши своє дослдження в 1875 році, Вернер надіслав його Вільгельму Томсену; через рік ця праця була опублікована.
Незважаючи на свої досягнення, Вернер вважав себе лише аматором германської філології. Він відхилив деякі пропозиції професури, задовольнившись тим, що працював бібліотекарем у Галле. Його викладачем свого часу був Август Лескін, піонер дослідження фонтетичних законів , Вернер подав заявку на премію Боппа, яку отримав у 1877 році. Врешті Вернер таки став професором у 1888 році, його також обрали членом Данської королівської академії наук і літератури.